# Häxprocessen i Bonn
Häxprocessen i Bonn utspelade sig i staden Bonn mellan år 1628 och 1631, och fortsatte sedan i omkringliggande samhällen fram till 1636. Antalet offer är okänt, men bedöms ha varit hundratals.

## Bakgrund
I staden Bonn brändes kättare redan år 1112, men den första häxprocessen hölls inte förrän år 1507, och är känd endast i några meningar. Den gången blev en grupp kvinnor avrättade, dömda för att ha utövat magi som de hade lärt sig genom ett förbund med Djävulen, som de hade samlag med i utbyte, och tvingade att ange fler som medlemmar av en satanistsekt. Det var det första exemplet på en häxprocess som sedan blev typisk.
Bonn befann sig under åren 1543–1597 mitt i ett religionskrig mellan protestanter och katoliker. Stridigheterna slutade med katolsk seger, då Bonn blev residensstad för de katolska ärkebiskoparna av Köln, som införde en hård motreformation. Samtidigt inträffade också den så kallade Lilla istiden, då ovanliga väderförhållanden orsakade missväxt och sänkt standard. Detta orsakade svåra häxförföljelser i Bonns närområden, men i själva Bonn tycks det ha varit ovanligt. Bara sju fall fall finns nämnda från området under stadens jurisdiktion mellan 1590 och 1609, och endast två från själva Bonn; 1593, då Maria Harms brändes för häxeri, och ett dåligt dokumenterat fall från 1609. Detta gör Bonn till ett undantag från övriga södra Tyskland och Rhenområdet, där häxprocesserna vid denna tid var mycket vanliga och omfattande.

## Processen
Först år 1628 skulle en massprocess inträffa i Bonn. Hur den utbröt har inte dokumenterat, men i april 1628 pågick en omfattande förföljelse i staden. Vid det laget tycks det redan ha förekommit tortyr och arresteringar. I augusti 1628 vände sig jurymedlemmarna i staden till myndigheterna för att få veta hur de skulle hantera trolldomsmålen, eftersom de hittills varit sällsynta i staden. Man ville också veta vad lagen sade och hur de dömdas ägodelar skulle fördelas. Vid det laget var processen tydligen i full gång, och den 7 oktober förekom avrättningar. Det första bekräftade offret var Philip von Lannesdorf, som dömdes för att ha varit en varulv och vars lik brändes 13 september 1628 efter att en demon uppgavs ha strypt honom i fängelset. Han hade arresterats på grund av att han, trots att han utåt varit religiös, aldrig hade betett sig så i sitt hem. Ovanligt nog tycks myndigheterna dock inte ha letat efter en satanistsekt, men de fortsatte ändå med arresteringarna. Ytterligare två kvinnor brändes på bål i oktober; "en jungfru" den 21 oktober och Elisabeth Kurtzrock den 31.
En av de mest kända av de dömda var Elisabeth Kurtzrock, den förmögna änkan efter Hans Georg Kurtzrock, medlem av stadens domstol och ägare av ett värdshus. Det finns uppgifter som tyder på att hon misstänktes för att vara protestant, och att häxprocessen i Bonn därför har förtecken av en religionsförföljelse. Att offren tillhörde alla samhällsklasser tycks också vara bekräftat. Bland dem som greps i slutet av hösten 1628 fanns Katharina Curtius, gift med den förmögna apotekaren Reiner Curtius, som gifte om sig mycket snart efter hennes död och också ärvde hennes förmögenhet. Curtius arresterades av häxexperten Franz Buirmann och avrättades före januari 1629. Under år 1629 uppskattas antalet avrättade ha legat runt 50 personer. Antalet är inte bekräftat, men det finns vissa uppgifter från jesuiterna, som hade till uppgift att följa de dömda till bålen.

## Franz Buirmann
Franz Buirmann tycks ha spelat en betydande roll i processen. Han var juris doktor, och beskrivs som en man som kommit att hata kvinnor efter att ha avvisats av dem på grund av sitt oattraktiva utseende. Buirmann blev också känd som en fanatisk häxjägare. Som jurymedlem närvarade han vid avrättningar och tortyr av fångar med två kolleger, men brukade dricka sina kolleger berusade för att på så sätt kunna ingripa i tortyren personligen. Flera misstänkta ska ha avlidit efter att ha blivit torterade av honom. Buirman angav år 1630 även hustrun till borgmästare Vilich som häxa. Häxprocessen i Bonn spred sig år 1630 ut i omkringliggande samhällen. Den 24 mars 1631 antecknas de sista avrättningarna i Bonn. Häxjakten i omkringliggande samhällen fortsatte ännu en tid. Franz Buirmann, som utmärkte sig för första gången under denna process, spelade sedan en ledande roll i de häxprocesser som under åren 1631–1636 utspelade sig i de närliggande samhällena Meckenheim, Heimerzheim, Flerzheim, Siegburg och Schwarzrheindorf och där ledde till minst 125 människors död.
Siffrorna för de avrättade i häxprocessen i Bonn 1628–1631, vilket var den enda större häxprocess som utspelade sig i denna stad, är inte dokumenterade. Man känner endast till processen fragmentariskt. Dock bedöms processen ha varit mycket stor, med hundratals offer.